# イングリッド・グルブランドシェン
イングリッド・グルブランドシェン（ノルウェー語: Ingrid Gulbrandsen、1899年9月11日 - 1975年11月3日）は、ノルウェー、オスロ出身の女性フィギュアスケート選手（女子シングル）。1920年アントワープオリンピックノルウェー代表。

## 主な戦績
| 大会/年          | 1919-20 | 1920-21 | 1923-24 |
| ---------------- | ------- | ------- | ------- |
| オリンピック     | 6       |         |         |
| ノルウェー選手権 |         |         | 1       |
| 北欧選手権       |         | 2       |         |